# Percis matsuii
Percis matsuii är en fiskart som beskrevs av Matsubara, 1936. Percis matsuii ingår i släktet Percis och familjen pansarsimpor. IUCN kategoriserar arten globalt som livskraftig. Inga underarter finns listade i Catalogue of Life.